# عیار تنها
عیّار تنها فیلم‌نامه‌ای فیلم‌نشده از بهرام بیضایی است از سالِ ۱۳۴۹.

## داستان
پیرمردی، که سپس‌تر می‌دانیم عیّارنامه می‌نویسد، در ویرانه‌ای، در کارِ چال کردنِ گنجش، عیّاری تنها را زخمی می‌یابد؛ و چون از بیمِ مرگ به دستِ وی رهایی می‌یابد، به خانه‌اش می‌برد و زخمش را می‌بندد. عیّار از جنگِ مغول جان به در برده و هراسان است. او به دخترِ پیرمرد طمع کرده و تجاوز می‌کند و گنجِ پیرمرد را، که جهازِ دختر است، می‌رباید و با اسبِ دختر می‌رود. ولی دختر هم، که نمی‌تواند در خانه بماند، از پیِ او روانه می‌شود. اندکی بعد سپاهِ مغول می‌رسد و خانمانِ پیرمرد را می‌سوزد و کسی را – چه پیرمرد و چه نامزدِ دختر و کس و کارش – زنده نمی‌گذارد. عیّار و دختر می‌روند و ماجراها از سر می‌گذرانند تا در ویرانه‌ای که به تاراجِ مغول رفته کودکِ خُردی زنده می‌یابند و با خود می‌برند. در راه کاروانِ سلطان را می‌بینند که به سویی می‌رود و سلطان را از مهلکه دور می‌کند. عیّار و دختر از هر آبادی و شهر که می‌گذرند آگاهی می‌پراکنند که سپاهِ مغول در راه است و شهرها یکی پس از دیگری سقوط کرده و چاره‌ای باید ساخت. عیّار در خلوت از صالح مروی می‌گوید که اگر زنده بود، کارها از دست نمی‌شد؛ ولی در می‌خانهٔ شهری صالح را می‌بیند که زنده است، ولی مست و نومید دل از همه چیز بریده و مگر شکست را مهیّا نیست. عیّار و دختر می‌روند، و از شهرها می‌گذرند که از پیِ ایشان به دستِ مغول می‌افتد و مردمان می‌بینند که تا از ایشان می‌گذرند به تیغِ مغول جان می‌سپارند و رویدادها بر ایشان می‌رود تا به کنارهٔ رودی می‌رسند که پلی چوبی دارد و کوچندگانی مانندِ ایشان از آن در گذرند که از مغول می‌گریزند. دختر و عیّار و کودک که تازه پاگرفته دمی شاد می‌شوند و می‌آسایند، از این امید می‌گویند که چون از پل بگذرند مغول در پی به دیگر سو نخواهد آمد و امن و آرامی خواهند یافت، خانه‌ای خواهند ساخت و کشت و کاری خواهند کرد و کودکشان را بزرگ خواهند کرد. ولی دلخوشی نمی‌پاید و صدای سمِ اسبانِ مغول می‌آید. عیّار دختر و کودک را بر اسب می‌نشاند و اسب را می‌رماند تا از پل گذشته و به تاخت دورشان کند. خود می‌ماند، در علفزار و پل آتش می‌افکند و مغول‌ها را می‌تاراند و بسیاری از ایشان را می‌کُشد و خسته و زخمی بر کنارهٔ رود می‌افتد و می‌بیند که پلِ سوخته را آب می‌برد. اندکی بعد سیاهیِ سپاهِ بزرگِ مغولان بر بالای درّه پدیدار می‌شود. عیّارِ تنها به پا می‌ایستد و شمشیر می‌گیرد و انبوهی بی‌شمار از سوارانِ مغول به او یورش می‌برند.

## متن
این فیلم‌نامه به سالِ ۱۳۴۹ نوشته شد و نخستین بار در شمارهٔ دوّمِ کتاب چراغ به سالِ ۱۳۶۰ منتشر شد. کتابِ عیّار تنها سپس‌تر در بهارِ ۱۳۷۳ در انتشاراتِ روشنگران با عکسِ نقّاشیِ سوار و پرندگان بر روی جلد – کارِ ضیاء کیوان و مهدی قبادی از روی یک بشقابِ سفالی کارِ نیشابور از قرنِ چهار یا پنجِ هجریِ خورشیدی (در موزهٔ هنرِ اسلامیِ دالم) – به چاپ رسید.

## فیلمِ ناساخته
چند تا فیلم از بیضایی قرار بود بازی کنم که نشد. در زمان ساخت غریبه و مه بهرام بیضایی یک سناریو آورد داد به من به نام عیّار تنها. گفت بخوان. گفتم چشم. گرفتم و در فرصت‌هایی که داشتم، در چادری که زندگی می‌کردم با چراغ قوه شب‌ها می‌خواندم. این سناریو را در دو شب خواندم و گفتم خب من این را خواندم. برای چه دادی بخوانم؟ گفت فیلم بعدی که می‌خواهم کار کنم این است.

منوچهر فرید
ساختنِ فیلم عیّار تنها در زمانِ نگارش و نیز در دههٔ ۱۳۵۰ میسّر نشد. به جایش سالِ ۱۳۴۹ بیضایی دعوتِ فیروز شیروانلو را پذیرفت و به اکراه عمو سیبیلو را ساخت. پس از آن نیز بیضایی همچنان در فکر ساختن این فیلم بود. ولی از آنجا که در آن هنگام «عیّار تنها عملی نبود»، فیلم‌نامهٔ ارتجالی دیگری فیلم شد که همان رگبار باشد. منوچهر فرید یاد کرده است که بیضایی او را از هنگامِ فیلم‌برداریِ غریبه و مه برای نقشِ اوّلِ عیّار تنها برگزیده بود و او نیز با ورزش و رژیمِ غذایی بدنش را آمادهٔ نقش ساخته بود. ولی روزی که برای بستنِ قرارداد رفته، بیضایی را خشمگین دیده، زیرا «از جایی از بالا» تلفن کرده و خواسته بودند که نقشِ اوّل را بهروز وثوقی بازی کند. و سرانجام، به این خاطر که بیضایی باور نداشت که بازیگرِ تحمیلی به نقش سازگار باشد، «قراردادش را پاره کرد ریخت دور و این فیلم انجام نشد.»

### فیلمِ ساخته
در دههٔ ۱۳۹۰ علاء محسنی فیلمِ مستندی دربارهٔ مهاجرتِ بیضایی ساخت که نامش را از این فیلم‌نامه گرفته است.

## در چشمِ دیگران
شهرام جعفری‌نژاد توضیح داده است که دو روی حماسی و افسانه‌ایِ زن در شخصیتِ ساتی (دختر) رفته‌رفته به هم می‌گراید؛ و بدین ترتیب تارا (از فیلمِ چریکه‌ی تارا) و نایی (از فیلمِ باشو، غریبه‌ی کوچک) سال‌ها پیش از آفرینش «نشان از یک الهه دارند.» مصطفی زمانی‌نیا فیلم‌نامهٔ عیّار تنها را از «مطلق‌گرایی‌ای که دامن‌گیر اکثر مورّخین شده» برکنار دانسته است. وی همچنین یادآوری کرده که صحنهٔ پایانیِ فیلم‌نامه به صحنهٔ پایانیِ فیلمِ عصیان (۱۹۶۷) ماساکی کوبایاشی می‌ماند.

## به زبان‌های دیگر
ایوونا نویسکا ترجمه‌ای لهستانی از این فیلم‌نامه را در سالِ ۲۰۰۶ میلادی منتشر کرد.